# Olympische Sommerspiele 2012/Badminton (Dameneinzel)
Folgend die Gruppen- und Endrundenraster des Dameneinzels im Badminton bei den Olympischen Sommerspielen 2012, für welche die Auslosung am 23. Juli 2012 erfolgte.

## Setzliste
| Nr. | Spielerin        | Erreichte Runde |
| --- | ---------------- | --------------- |
| 01. | Wang Yihan       | Silber          |
| 02. | Wang Xin         | 4. Platz        |
| 03. | Li Xuerui        | Gold            |
| 04. | Saina Nehwal     | Bronze          |
| 05. | Tine Baun        | Viertelfinale   |
| 06. | Juliane Schenk   | Achtelfinale    |
| 07. | Cheng Shao-chieh | Viertelfinale   |
| 08. | Sung Ji-hyun     | Gruppenphase    |

| Nr. | Spielerin          | Erreichte Runde |
| --- | ------------------ | --------------- |
| 09. | Ratchanok Intanon  | Viertelfinale   |
| 10. | Tai Tzu-ying       | Achtelfinale    |
| 11. | Bae Yeon-ju        | Achtelfinale    |
| 12. | Sayaka Satō        | Achtelfinale    |
| 13. | Gu Juan            | Achtelfinale    |
| 14. | Yao Jie            | Achtelfinale    |
| 15. | Petja Nedeltschewa | Gruppenphase    |
| 16. | Pi Hongyan         | Achtelfinale    |

## Resultate

### Gruppenphase

#### Gruppe A
| Athlet      | Spiele | gew. | verl. | Sätze gew. | Sätze verl. | Punkte |
| ----------- | ------ | ---- | ----- | ---------- | ----------- | ------ |
| Wang Yihan  | 1      | 1    | 0     | 2          | 0           | 1      |
| Michelle Li | 1      | 0    | 1     | 0          | 2           | 0      |

| 30. Juli 21:05 | 30. Juli 21:05 | 30. Juli 21:05 |
| Athlet 1       | Ergebnis       | Athlet 2       |
| -------------- | -------------- | -------------- |
| Wang Yihan     | 21–8 21–16     | Michelle Li    |

#### Gruppe B
| Athlet           | Spiele | gew. | verl. | Sätze gew. | Sätze verl. | Punkte |
| ---------------- | ------ | ---- | ----- | ---------- | ----------- | ------ |
| Bae Yeon-ju      | 2      | 2    | 0     | 4          | 1           | 2      |
| Tee Jing Yi      | 2      | 1    | 1     | 3          | 2           | 1      |
| Agnese Allegrini | 2      | 0    | 2     | 0          | 4           | 0      |

| Athlet 1         | Ergebnis        | Athlet 2         |
| 28. Juli 08:30   | 28. Juli 08:30  | 28. Juli 08:30   |
| ---------------- | --------------- | ---------------- |
| Bae Yeon-ju      | 16-21 -15 21-12 | Tee Jing Yi      |
| 30. Juli 20:54   |                 |                  |
| Agnese Allegrini | 7-21 14-21      | Tee Jing Yi      |
| 31. Juli 14:19   |                 |                  |
| Bae Yeon-ju      | 21-11 21-15     | Agnese Allegrini |

#### Gruppe C
| Athlet           | Spiele | gew. | verl. | Sätze gew. | Sätze verl. | Punkte |
| ---------------- | ------ | ---- | ----- | ---------- | ----------- | ------ |
| Cheng Shao-chieh | 2      | 2    | 0     | 4          | 0           | 2      |
| Neslihan Yiğit   | 2      | 1    | 1     | 2          | 2           | 1      |
| Simone Prutsch   | 2      | 0    | 2     | 0          | 4           | 0      |

| Athlet 1         | Ergebnis       | Athlet 2       |
| 28. Juli 20:15   | 28. Juli 20:15 | 28. Juli 20:15 |
| ---------------- | -------------- | -------------- |
| Neslihan Yiğit   | 21–18 21–10    | Simone Prutsch |
| 30. Juli 13:09   |                |                |
| Cheng Shao-chieh | 21–11 21–9     | Neslihan Yiğit |
| 31. Juli 12:30   |                |                |
| Cheng Shao-chieh | 21–10 21–6     | Simone Prutsch |

#### Gruppe D
| Athlet           | Spiele | gew. | verl. | Sätze gew. | Sätze verl. | Punkte |
| ---------------- | ------ | ---- | ----- | ---------- | ----------- | ------ |
| Gu Juan          | 2      | 2    | 0     | 4          | 0           | 2      |
| Victoria Na      | 2      | 1    | 1     | 2          | 2           | 1      |
| Monika Fašungová | 2      | 0    | 2     | 0          | 4           | 0      |

| Athlet 1       | Ergebnis       | Athlet 2         |
| 29. Juli 08:30 | 29. Juli 08:30 | 29. Juli 08:30   |
| -------------- | -------------- | ---------------- |
| Gu Juan        | 21-5 21-11     | Monika Fašungová |
| 30. Juli 08:30 |                |                  |
| Victoria Na    | 21-12 21-18    | Monika Fašungová |
| 31. Juli 09:09 |                |                  |
| Gu Juan        | 21-10 21-7     | Victoria Na      |

#### Gruppe E
| Athlet         | Spiele | gew. | verl. | Sätze gew. | Sätze verl. | Punkte |
| -------------- | ------ | ---- | ----- | ---------- | ----------- | ------ |
| Saina Nehwal   | 2      | 2    | 0     | 4          | 0           | 2      |
| Lianne Tan     | 2      | 1    | 1     | 2          | 2           | 1      |
| Sabrina Jaquet | 2      | 0    | 2     | 0          | 4           | 0      |

| Athlet 1       | Ergebnis       | Athlet 2       |
| 28. Juli 20:50 | 28. Juli 20:50 | 28. Juli 20:50 |
| -------------- | -------------- | -------------- |
| Lianne Tan     | 21-16 21-16    | Sabrina Jaquet |
| 29. Juli 13:42 |                |                |
| Saina Nehwal   | 21-9 21-4      | Sabrina Jaquet |
| 30. Juli 18:30 |                |                |
| Saina Nehwal   | 21-4 21-14     | Lianne Tan     |

#### Gruppe F
| Athlet              | Spiele | gew. | verl. | Sätze gew. | Sätze verl. | Punkte |
| ------------------- | ------ | ---- | ----- | ---------- | ----------- | ------ |
| Yao Jie             | 2      | 2    | 0     | 4          | 0           | 2      |
| Ragna Ingólfsdóttir | 2      | 1    | 1     | 2          | 2           | 1      |
| Akvilė Stapušaitytė | 2      | 0    | 2     | 0          | 4           | 0      |

| Athlet 1            | Ergebnis       | Athlet 2            |
| 29. Juli 12:30      | 29. Juli 12:30 | 29. Juli 12:30      |
| ------------------- | -------------- | ------------------- |
| Yao Jie             | 21-16 21-7     | Akvilė Stapušaitytė |
| 30. Juli 19:42      |                |                     |
| Ragna Ingólfsdóttir | 21-10 21-16    | Akvilė Stapušaitytė |
| 31. Juli 20:54      |                |                     |
| Yao Jie             | 21-12 25-23    | Ragna Ingólfsdóttir |

#### Gruppe G
| Athlet                 | Spiele | gew. | verl. | Sätze gew. | Sätze verl. | Punkte |
| ---------------------- | ------ | ---- | ----- | ---------- | ----------- | ------ |
| Tine Baun              | 2      | 2    | 0     | 4          | 1           | 2      |
| Anastassija Prokopenko | 2      | 1    | 1     | 3          | 2           | 1      |
| Kamila Augustyn        | 2      | 0    | 2     | 0          | 4           | 0      |

| Athlet 1               | Ergebnis        | Athlet 2               |
| 28. Juli 09:05         | 28. Juli 09:05  | 28. Juli 09:05         |
| ---------------------- | --------------- | ---------------------- |
| Anastassija Prokopenko | 21-16 21-17     | Kamila Augustyn        |
| 30. Juli 19:40         |                 |                        |
| Tine Baun              | 21-11 21-6      | Kamila Augustyn        |
| 31. Juli 12:30         |                 |                        |
| Tine Baun              | 19-21 -15 21-16 | Anastassija Prokopenko |

#### Gruppe H
| Athlet          | Spiele | gew. | verl. | Sätze gew. | Sätze verl. | Punkte |
| --------------- | ------ | ---- | ----- | ---------- | ----------- | ------ |
| Sayaka Satō     | 2      | 2    | 0     | 4          | 1           | 2      |
| Susan Egelstaff | 2      | 1    | 1     | 3          | 2           | 1      |
| Maja Tvrdy      | 2      | 0    | 2     | 0          | 4           | 0      |

| Athlet 1        | Ergebnis        | Athlet 2        |
| 28. Juli 12:30  | 28. Juli 12:30  | 28. Juli 12:30  |
| --------------- | --------------- | --------------- |
| Susan Egelstaff | 21-15 21-10     | Maja Tvrdy      |
| 29. Juli 13:09  |                 |                 |
| Sayaka Satō     | 22-20 21-18     | Maja Tvrdy      |
| 31. Juli 13:05  |                 |                 |
| Sayaka Satō     | 18-21 -16 21-12 | Susan Egelstaff |

#### Gruppe I
| Athlet      | Spiele | gew. | verl. | Sätze gew. | Sätze verl. | Punkte |
| ----------- | ------ | ---- | ----- | ---------- | ----------- | ------ |
| Pi Hongyan  | 2      | 2    | 0     | 4          | 1           | 2      |
| Chloe Magee | 2      | 1    | 1     | 3          | 2           | 1      |
| Hadia Hosny | 2      | 0    | 2     | 0          | 4           | 0      |

| Athlet 1       | Ergebnis        | Athlet 2       |
| 29. Juli 20:17 | 29. Juli 20:17  | 29. Juli 20:17 |
| -------------- | --------------- | -------------- |
| Chloe Magee    | 21–17 21–6      | Hadia Hosny    |
| 30. Juli 20:52 |                 |                |
| Pi Hongyan     | 21–11 21–9      | Hadia Hosny    |
| 31. Juli 14:17 |                 |                |
| Pi Hongyan     | 16–21 –18 21–14 | Chloe Magee    |

#### Gruppe J
| Athlet               | Spiele | gew. | verl. | Sätze gew. | Sätze verl. | Punkte |
| -------------------- | ------ | ---- | ----- | ---------- | ----------- | ------ |
| Yip Pui Yin          | 2      | 2    | 0     | 4          | 0           | 2      |
| Sung Ji-hyun         | 2      | 1    | 1     | 2          | 2           | 1      |
| Sara Blengsli Kværnø | 2      | 0    | 2     | 0          | 4           | 0      |

| Athlet 1       | Ergebnis       | Athlet 2             |
| 28. Juli 19:40 | 28. Juli 19:40 | 28. Juli 19:40       |
| -------------- | -------------- | -------------------- |
| Sung Ji-hyun   | 21–8 21–5      | Sara Blengsli Kværnø |
| 29. Juli 14:19 |                |                      |
| Yip Pui Yin    | 21–8 21–7      | Sara Blengsli Kværnø |
| 30. Juli 13:05 |                |                      |
| Sung Ji-hyun   | 18–21 21–23    | Yip Pui Yin          |

#### Gruppe K
| Athlet           | Spiele | gew. | verl. | Sätze gew. | Sätze verl. | Punkte |
| ---------------- | ------ | ---- | ----- | ---------- | ----------- | ------ |
| Tai Tzu-ying     | 2      | 2    | 0     | 4          | 0           | 2      |
| Anu Nieminen     | 2      | 1    | 1     | 2          | 2           | 1      |
| Victoria Montero | 2      | 0    | 2     | 0          | 4           | 0      |

| Athlet 1         | Ergebnis       | Athlet 2         |
| 28. Juli 13:09   | 28. Juli 13:09 | 28. Juli 13:09   |
| ---------------- | -------------- | ---------------- |
| Victoria Montero | 12–21 18–21    | Anu Nieminen     |
| 30. Juli 12:30   |                |                  |
| Tai Tzu-ying     | 21–11 21–14    | Anu Nieminen     |
| 31. Juli 09:07   |                |                  |
| Tai Tzu-ying     | 21–6 21–10     | Victoria Montero |

#### Gruppe L
| Athlet         | Spiele | gew. | verl. | Sätze gew. | Sätze verl. | Punkte |
| -------------- | ------ | ---- | ----- | ---------- | ----------- | ------ |
| Li Xuerui      | 2      | 2    | 0     | 4          | 0           | 2      |
| Carolina Marín | 2      | 1    | 1     | 2          | 2           | 1      |
| Claudia Rivero | 2      | 0    | 2     | 0          | 4           | 0      |

| Athlet 1       | Ergebnis       | Athlet 2       |
| 28. Juli 13:05 | 28. Juli 13:05 | 28. Juli 13:05 |
| -------------- | -------------- | -------------- |
| Li Xuerui      | 21–5 21–6      | Claudia Rivero |
| 29. Juli 19:05 |                |                |
| Li Xuerui      | 21–13 21–11    | Carolina Marín |
| 30. Juli 20:19 |                |                |
| Carolina Marín | 21–17 21–7     | Claudia Rivero |

#### Gruppe M
| Athlet             | Spiele | gew. | verl. | Sätze gew. | Sätze verl. | Punkte |
| ------------------ | ------ | ---- | ----- | ---------- | ----------- | ------ |
| Ratchanok Intanon  | 2      | 2    | 0     | 4          | 0           | 2      |
| Telma Santos       | 2      | 1    | 1     | 2          | 2           | 1      |
| Thilini Jayasinghe | 2      | 0    | 2     | 0          | 4           | 0      |

| Athlet 1          | Ergebnis      | Athlet 2           |
| 29. Juli 9:00     | 29. Juli 9:00 | 29. Juli 9:00      |
| ----------------- | ------------- | ------------------ |
| Ratchanok Intanon | 21–13 21–5    | Thilini Jayasinghe |
| 30. Juli 13:42    |               |                    |
| Telma Santos      | 21–9 21–11    | Thilini Jayasinghe |
| 31. Juli 13:42    |               |                    |
| Ratchanok Intanon | 21–12 21–6    | Telma Santos       |

#### Gruppe N
| Athlet            | Spiele | gew. | verl. | Sätze gew. | Sätze verl. | Punkte |
| ----------------- | ------ | ---- | ----- | ---------- | ----------- | ------ |
| Juliane Schenk    | 2      | 2    | 0     | 4          | 0           | 2      |
| Kristína Gavnholt | 2      | 1    | 1     | 2          | 3           | 1      |
| Laryssa Hryha     | 2      | 0    | 2     | 1          | 4           | 0      |

| Athlet 1       | Ergebnis        | Athlet 2          |
| 28. Juli 20:52 | 28. Juli 20:52  | 28. Juli 20:52    |
| -------------- | --------------- | ----------------- |
| Juliane Schenk | 21–18 21–14     | Kristína Gavnholt |
| 29. Juli 19:44 |                 |                   |
| Laryssa Hryha  | 13–21 –15 15-21 | Kristína Gavnholt |
| 30. Juli 20:17 |                 |                   |
| Juliane Schenk | 21–12 21–14     | Laryssa Hryha     |

#### Gruppe O
| Athlet              | Spiele | gew. | verl. | Sätze gew. | Sätze verl. | Punkte |
| ------------------- | ------ | ---- | ----- | ---------- | ----------- | ------ |
| Adriyanti Firdasari | 2      | 2    | 0     | 4          | 1           | 2      |
| Petja Nedeltschewa  | 2      | 1    | 1     | 2          | 2           | 1      |
| Alessja Sajzawa     | 2      | 0    | 2     | 1          | 4           | 0      |

| Athlet 1            | Ergebnis        | Athlet 2            |
| 29. Juli 18:30      | 29. Juli 18:30  | 29. Juli 18:30      |
| ------------------- | --------------- | ------------------- |
| Petja Nedeltschewa  | 21–7 21–19      | Alessja Sajzawa     |
| 30. Juli 9:09       |                 |                     |
| Adriyanti Firdasari | 21–10 16–21 –14 | Alessja Sajzawa     |
| 31. Juli 19:05      |                 |                     |
| Petja Nedeltschewa  | 10–21 15–21     | Adriyanti Firdasari |

#### Gruppe P
| Athlet    | Spiele | gew. | verl. | Sätze gew. | Sätze verl. | Punkte |
| --------- | ------ | ---- | ----- | ---------- | ----------- | ------ |
| Wang Xin  | 1      | 1    | 0     | 2          | 0           | 1      |
| Rena Wang | 1      | 0    | 1     | 0          | 2           | 0      |

| 30. Juli 20:30 | 30. Juli 20:30 | 30. Juli 20:30 |
| Athlet 1       | Ergebnis       | Athlet 2       |
| -------------- | -------------- | -------------- |
| Wang Xin       | 21–8 21–6      | Rena Wang      |

### Finalrunde
|  | Erste Runde | Erste Runde         | Erste Runde | Erste Runde | Erste Runde |  |  | Zweite Runde | Zweite Runde      | Zweite Runde | Zweite Runde | Zweite Runde |    |            | Halbfinale   | Halbfinale       | Halbfinale       | Halbfinale       | Halbfinale       |                  |  | Finale | Finale | Finale | Finale | Finale |
|  |             |                     |             |             |             |  |  |              |                   |              |              |              |    |            |              |                  |                  |                  |                  |                  |  |        |        |        |        |        |
|  | A1          | Wang Yihan          | 15          | 21          | 21          |  |  |              |                   |              |              |              |    |            |              |                  |                  |                  |                  |                  |  |        |        |        |        |        |
|  | B1          | Bae Yeon-ju         | 21          | 14          | 14          |  |  | A1           | Wang Yihan        | 21           | 21           |              |    |            |              |                  |                  |                  |                  |                  |  |        |        |        |        |        |
|  | C1          | Cheng Shao-chieh    | 21          | 21          |             |  |  | C1           | Cheng Shao-chieh  | 14           | 11           |              |    |            |              |                  |                  |                  |                  |                  |  |        |        |        |        |        |
|  | D1          | Gu Juan             | 18          | 10          |             |  |  |              |                   |              |              |              | A1 | Wang Yihan | 21           | 21               |                  |                  |                  |                  |  |        |        |        |        |        |
|  | E1          | Saina Nehwal        | 21          | 21          |             |  |  |              |                   |              |              |              |    | E1         | Saina Nehwal | 13               | 13               |                  |                  |                  |  |        |        |        |        |        |
|  | F1          | Yao Jie             | 14          | 16          |             |  |  | E1           | Saina Nehwal      | 21           | 22           |              |    |            |              |                  |                  |                  |                  |                  |  |        |        |        |        |        |
|  | G1          | Tine Baun           | 14          |             |             |  |  | G1           | Tine Baun         | 15           | 20           |              |    |            |              |                  |                  |                  |                  |                  |  |        |        |        |        |        |
|  | H1          | Sayaka Satō         | 15          | Aufg.       |             |  |  |              |                   |              |              |              | A1 | Wang Yihan | 15           | 23               | 17               |                  |                  |                  |  |        |        |        |        |        |
|  | I1          | Pi Hongyan          | 21          | 12          | 16          |  |  |              | L1                | Li Xuerui    | 21           | 21           | 21 |            |              |                  |                  |                  |                  |                  |  |        |        |        |        |        |
|  | J1          | Yip Pui Yin         | 13          | 21          | 21          |  |  | J1           | Yip Pui Yin       | 12           | 20           |              |    |            |              |                  |                  |                  |                  |                  |  |        |        |        |        |        |
|  | K1          | Tai Tzu-ying        | 16          | 21          |             |  |  | L1           | Li Xuerui         | 21           | 22           |              |    |            |              |                  |                  |                  |                  |                  |  |        |        |        |        |        |
|  | L1          | Li Xuerui           | 21          | 23          |             |  |  |              |                   |              |              |              | L1 | Li Xuerui  | 22           | 21               |                  |                  |                  |                  |  |        |        |        |        |        |
|  | M1          | Ratchanok Intanon   | 21          | 21          |             |  |  |              | P1                | Wang Xin     | 20           | 18           |    |            |              | Spiel um Platz 3 | Spiel um Platz 3 | Spiel um Platz 3 | Spiel um Platz 3 | Spiel um Platz 3 |  |        |        |        |        |        |
|  | N1          | Juliane Schenk      | 16          | 15          |             |  |  | M1           | Ratchanok Intanon | 21           | 18           | 14           |    |            |              |                  |                  | E1               | Saina Nehwal     | 18               |  |        |        |        |        |        |
|  | O1          | Adriyanti Firdasari | 15          | 8           |             |  |  | P1           | Wang Xin          | 17           | 21           | 21           |    |            | P1           | Wang Xin         | 21               | r                |                  |                  |  |        |        |        |        |        |
|  | P1          | Wang Xin            | 21          | 21          |             |  |  |              |                   |              |              |              |    |            |              |                  |                  |                  |                  |                  |  |        |        |        |        |        |